# 黎營
黎營（1934年9月8日—2020年11月9日）是一位越南裔加拿大人词曲作者。从 1957年到 1975年，他在西贡广播电台工作。1978年，他经台湾移居蒙特利尔。他从 1975年开始批评社会主义音乐的贫乏。